# Diógenes Domínguez
Diógenes Domínguez (1902) è stato un calciatore paraguaiano, di ruolo attaccante.

## Carriera
Partecipò al Mondiale del 1930 con la Nazionale paraguaiana, in cui giocò una partita.